# 処刑人 アナザーバレット
『処刑人 アナザーバレット』（原題：Whacked!）は、2002年のアメリカ映画。
『処刑人』の続編のようなタイトルではあるが、まったくの別物である。

## あらすじ
処刑人として犯罪者を次々と葬っていくCIAの捜査官マーク。ある日彼は職場の同僚・クラインからCIA内で行われている公的資金横領の事実を知らされる。クラインがマークに助けを求めたその時、マークの前に自分と同じ構えで二丁銃を構える男が現れた。クラインを追ってきたイタリアマフィアの一員、トニー。彼はマークの義兄弟であった。9年ぶりの再会を果たした兄弟は、クラインと共にCIAの不正に立ち向かうこととなる。

## スタッフ
- 監督：ジェームズ・ブルース
- 脚本：マシュー・グッドマン
- 製作：リッチ・コワン

## キャスト
- パトリック・マルドゥーン（マーク：Mark Steward）
- ポール・サムソン（トニー：Tony Cicero）
- カルメン・エレクトラ（ラウラ：Laura）
- ジャッジ・ラインホルド（クライン：Peter Klein）